# Pete Bellotte
Pete Bellotte (Londra, 28 agosto 1943) è un produttore discografico e paroliere britannico.

## Biografia
Viene principalmente ricordato per la sua collaborazione con Giorgio Moroder e Donna Summer con cui ha prodotto svariati singoli divenuti dei classici della disco music. Almeno due di essi, Love to Love You Baby (1975) e I Feel Love (1977), sono citati fra i successi più importanti nella storia della musica da discoteca. Ha prodotto artisti quali Elton John, Janet Jackson, Cliff Richard e Jon Anderson.
Nel 2004 è stato inserito nella Dance Music Hall of Fame. Ha ottenuto due candidature ai Grammy Awards.